# Comicus calaharicus
Comicus calaharicus är en insektsart som beskrevs av Irish 1986. Comicus calaharicus ingår i släktet Comicus och familjen Schizodactylidae. Inga underarter finns listade i Catalogue of Life.